# Tufão Jongdari
O tufão Jongdari foi um ciclone tropical forte, duradouro e errático que impactou o Japão e o leste da China no final de julho e início de agosto de 2018. Formada como a décima segunda tempestade nomeada da temporada de tufões de 2018 perto de Okinotorishima em 24 de julho, Jongdari gradualmente se intensificou e se desenvolveu no quarto tufão do ano em 26 de julho. Influenciado por uma baixa de nível superior e uma cordilheira subtropical, Jongdari executou um raro loop sudeste no sentido anti-horário do Japão no dia seguinte. Naquela época, também atingiu o pico de intensidade. O tufão atingiu a Península de Kii, sobre a província de Mie do Japão localmente no início de 29 de julho.
Jongdari é um dos quatro ciclones tropicais do Pacífico desde 1951 que se aproximaram de Honshu em uma trajetória para o oeste; os outros foram o tufão Viola em 1966, a tempestade tropical Ben em 1983 e o tufão Lionrock em 2016.

## História meteorológica
Uma perturbação tropical se formou ao sudeste de Guam em 19 de julho e seguiu para o oeste de forma constante. Depois de emitir um Alerta de Formação de Ciclone Tropical em 21 de julho, o Joint Typhoon Warning Center (JTWC) atualizou o sistema para uma depressão tropical no início de 22 de julho, embora a localização de seu centro de circulação de baixo nível não estivesse clara. A Agência Meteorológica do Japão (JMA), no entanto, continuou relatando-a como uma área de baixa pressão até que foi atualizada para uma depressão tropical no final de 23 de julho. Após a lenta consolidação por vários dias, o sistema foi atualizado para uma tempestade tropical perto de Okinotorishima por volta das 18h de 24 de julho pelas agências como JMA e JTWC, com um nome internacional Jongdari. Uma imagem de micro-ondas revelou uma parede ocular em formação de baixo nível no dia seguinte, indicando um sistema de consolidação. Depois que a JMA atualizou Jongdari para uma tempestade tropical severa ao meio-dia, o sistema acelerou para nordeste sob a influência de uma cordilheira quase equatorial ao sul.
Em 26 de julho, quando Jongdari começou a interagir com uma baixa de núcleo frio de nível superior ao norte, o que aumentou significativamente o fluxo em direção aos pólos, intensificou-se para um tufão à tarde, apesar do cisalhamento vertical do vento cada vez mais desfavorável. Sobre as temperaturas quentes da superfície do mar entre 29 to 30 °C (84 to 86 °F) perto das Ilhas Ogasawara, a JMA informou que Jongdari atingiu o pico de intensidade às 00:00 UTC de 27 de julho, com ventos sustentados máximos de dez minutos de 140 km/h (87 mph), e uma pressão central mínima de 965 hPa (28,50 inHg). Embora o JTWC tenha indicado que Jongdari atingiu o pico de intensidade às 12:00 UTC com ventos sustentados máximos de um minuto de 175 km/h (109 mph), o olho acidentado de Jongdari manteve-se periodicamente visível com uma estrutura alongada devido à interação adicional da baixa de nível superior que se moveu para o lado noroeste do tufão. À medida que a influência da direção transitava para uma cordilheira subtropical a nordeste, Jongdari executou uma rara curva no sentido anti-horário para o sudeste do Japão.
Jongdari começou a ser inundada pela subsidência em 28 de julho, quando o Efeito Fujiwara fez o baixo nível superior se mover para o oeste do tufão. Também iniciou uma tendência de enfraquecimento enquanto acelerava para noroeste e depois para oeste em direção à ilha japonesa de Honshu. Por volta da 01:00 JST de 29 de julho (16:00 UTC de 28 de julho), o tufão Jongdari atingiu Ise, província de Mie, com ventos sustentados máximos de dez minutos a 120 km/h (75 mph) e a pressão central em 975 hPa (28,79 inHg). A tempestade enfraqueceu rapidamente no interior e fez seu segundo landfall em Buzen, Prefeitura de Fukuoka, por volta das 17:30 JST (08:30 UTC), com ventos sustentados de dez minutos de 75 km/h (47 mph) e uma pressão central de 992 hPa (29,29 inHg). Por volta das 10:30 CST (02:30 UTC) de 3 de agosto, a tempestade tropical Jongdari atingiu o distrito de Jinshan, Xangai. Jongdari enfraqueceu rapidamente após o landfall, dissipando-se no dia seguinte.

## Impacto

### Japão
24 pessoas ficaram feridas quando o tufão atingiu o Japão. Os serviços de trem JR-West foram atrasados ou cancelados devido à tempestade. Embora Jongdari não tenha atingido diretamente a região de Hokuriku, trouxe vento föhn para a área porque está localizada na encosta sotavento dos Alpes japoneses. Prefeitura de Niigata registrou temperaturas próximas a 40 °C (104 °F). Os danos agrícolas em Chiba e na província de Aichi foram de cerca de JP¥ 1,59 mil milhão (US$ 14,3 milhões). As perdas preliminares da indústria foram estimadas entre US$ 1,4-2 mil milhões.

### China
Os danos totais de Jongdari foram de cerca de CN¥ 420 milhões (US$ 61,5 milhões).